# زنده در رویال آلبرت هال (ویدئوی ادل)
زنده در رویال آلبرت هال (به انگلیسی: Live at the Royal Albert Hall) ویدئوی کنسرت ادل در تور ادل زنده است که در ۲۲ سپتامبر ۲۰۱۱ در رویال آلبرت هال در لندن ضبط شده است.
این ویدئو رکورد بیشترین باقی ماندن در رتبه اول جدول موزیک دی وی دی ایالات متحده توسط یک هنرمند زن را دارد.

## جوایز
اجرای زنده باران را به آتش کشیدن در این ویدئو جایزه گرمی برای بهترین اجرای پاپ تک‌نفره را در پنجاه و پنجمین مراسم جایزه گرمی در سال ۲۰۱۳ دریافت کرد.